# Бозово (Рязанская область)
Бозово — деревня в Клепиковском районе Рязанской области. Входит в состав Спас-Клепиковского городского поселения.

## География
Находится в северной части Рязанской области у северо-западной границы районного центра города Спас-Клепики.

## История
На карте 1850 года показана как Бозова (Карникова). В 1859 году здесь (тогда деревня Рязанского уезда Рязанской губернии) было учтено 10 дворов, в 1897— 19.

## Население
Численность населения: 101 человек (1859 год), 138 (1897), 26 в 2002 году (русские 100 %), 27 в 2010.